# Goodness! A Ghost
Goodness! A Ghost è un cortometraggio statunitense del 1940, diretto da Harry D’Arcy, con Harry Langdon.

## Trama
Durante le prove di una rappresentazione teatrale l’attore che impersona il poliziotto è vittima di frequenti strani incidenti. Il motivo pare essere che l’uniforme che l’attore indossa era appartenuta un tempo ad un valoroso ufficiale di polizia, O’Toole, e, secondo la leggenda, per evitare maledizioni avrebbe dovuto essere indossata, in seguito, solo da uno dei suoi discendenti. Ora, il rumorista e manovale generico del teatro era proprio il nipote del poliziotto, e, mentre l’attore lascia la troupe, egli ottiene la parte, peraltro consistente di una sola semplice battuta.
O’Toole nipote, per un qui pro quo, si presenta sul palco del teatro in piena notte, e, mentre prova la propria parte, gli si materializza il fantasma del nonno, che lo richiama ai tradizionali valori di famiglia: coraggio e senso del dovere.  Per cui O’Toole non può tirarsi indietro quando una donna, credendolo un vero poliziotto, gli chiede di intervenire presentandosi nella stanza attigua, dove tre pericolosi gangster si sono dati convegno.
O’Toole irrompe presso i malviventi pronunciando la sua battuta: “Qualcuno ha chiamato un ufficiale?” I tre gangster lo sopraffanno facilmente, ma decidono di giocarsi a poker chi di loro avrebbe avuto l’onore di liberarsi di O’Toole. Se invece fosse stato O’Toole a vincere, avrebbe avuto scampo e sarebbe stato lasciato andare.
O’Toole, durante la partita di carte, segue i consigli apparentemente irrazionali del fantasma del nonno, che gli consentono però di controbilanciare il gioco scorretto degli altri, e di aggiudicarsi la mano. Ma i gangster non intendono lasciar libero O’Toole tanto facilmente, ed ingaggiano contro di lui una lotta impari.
Il fantasma del nonno, allora, monta su un modellino di aeroplano e comincia a imperversare planando sui tre malavitosi, e riesce a tenerli a bada, con l'aiuto inconsapevole del nipote, fino all'arrivo di una pattuglia di veri poliziotti.